# Линейни кораби тип „Кьониг“
Кьониг (на немски: König) са серия линейни кораби на Германския императорски военноморски флот. Последният и най-съвършен тип германски линкори, влезли в строй достатъчно рано, за да вземат съществено участие в бойните действия през Първата световна война. Корабите от последната построена серия, типа „Байерн“, са приети на въоръжение през 1916 г., и почти не са използвани в боевете. Конструктивно линкорите от типа „Кьониг“ представляват последващо развитие на типа „Кайзер“ и се отличават с използването за първи път на германски дредноути на линейно-терасовидното разположение на кулите на главния калибър. Освен това, за сметка на увеличаването на водоизместимостта с повече от 1000 тона в сравнение с предшествениците, на линкорите от типа „Кьониг“ отново е усилена броневата защита. Обаче по огнева мощ те отстъпват на съвременните им британски линкори от типа „Айрън Дюк“ с 343-мм артилерия, и още повече на последващите линкори, въоръжени с 381-мм оръдия.
Всичко в периода 1911 – 1914 г. са построени четири линкора от типа „Кьониг“: първите три в рамките на корабостроителната програма за 1911/1912 г. и четвъртият – по програмата за 1912 – 1913 г. Както и другите типове германски дредноути, съществена модернизация за годините на войната корабите от типа „Кьониг“ нямат, с изключение увеличаването на максималния ъгъл на възвишение на оръдията от главния калибър от 13,5° до 16°. Освен това, в годините на войната две от техните зенитни оръдия и всички 88-мм противоминни оръдия са демонтирани.
В годините на войната всички линкори от типа „Кьониг“ влизат в състава на Флота на откритото море и активно се използват във всички негови бойни операции. В хода на Ютландското сражение „Гросер Курфюрст“ (SMS Grosser Kurfürst), „Маркграф“ (SMS Markgraf) и особено „Кьониг“ (SMS König) получават сериозни повреди от огъня на британските линкори. Освен това в хода на операция „Албион“ два линкора получават леки повреди от мини. Въпреки това, всички четири кораба остават в строя до края на войната. След капитулацията на Германия линкорите от типа „Кьониг“ са интернирани във Великобритания и заедно с други кораби от Флота на откритото море, са потопени от своите екипажи в Скапа Флоу на Оркнейските острови през 1919 г.

## Конструкция
Кораб с удължен полубак, пет разположени по ДП куполни установки за артилерията на главния калибър, от тях в носовата и кърмовата части по две линейно-терасовидно разположени, четиринадесет казематни оръдия на средния калибър в средната част на кораба, лека артилерия в предната надстройка, две бронирани бойни рубки, непрекъснат долен броневи пояс от кърмовата напречна бронева преграда до форщевена, горен брониран пояс от кърмовия барбет до носовия, брониран каземат и бронирана палуба, разположена над и под конструктивната водолиния.

### Въоръжение
Главен калибър са десетте 305-мм оръдия 30.5 cm SK L/50 C/08 с дължина на ствола 50 калибра. Оръдията имат клинов затвор система на Круп. Те са разположени в установките образец 1909 г. Drh.LC/1909, с ъгъл на снижаване −8° и ъгъл на възвишение 13,5 °. След сражението при Догер банк, още в 1915 г. ъглите са променени на −5,5° и +16° съответно. Заряда се състои от две части – основен в месингова гилза и допълнителен в копринен картуз. До подаването му в бойното отделение на кулата допълнителният заряд се намира в месингов пенал. Общото тегло на барутния заряда съставлява 125,5 кг. При ъгъл на възвишение от 13,5° той осигурява на 405,5 кг бронебоен снаряд начална скорост от 855 м/с и далечина на стрелбата от 18 000 м, при 16 ° 20 400 м. Максималната им скорострелност е три изстрела в минута. Общият им боекомплект съставлява 900 снаряда – по 90 на оръдие..
Противоминната артилерия са четиринадесет 150-мм оръдия 15 cm/45 SK L/45 с дължина на ствола 45 калибра, в каземати. Оръдията са разположени на палубната установка Mpl.C/06 с ръчно зареждане. Ъгълът на снижаване на оръдията съставлява −8°, а на възвишение +16°. Максималната далечина на стрелба съставлява 16 800 м. Общият боекомплект се състои от 2240 снаряда – по 160 снаряда на ствол.

## Представители
| Название                               | Корабостроителница                            | Заложен       | Спуснат на вода  | Влизане в строй | Съдба                                |
| -------------------------------------- | --------------------------------------------- | ------------- | ---------------- | --------------- | ------------------------------------ |
| „Кьониг“ SMS König                     | Корабостроителница на флота във Вилхелмсхафен | октомври 1911 | 1 март 1913      | 10 август 1914  | потопени в Скапа Флоу на 21 юни 1919 |
| „Гросер Курфюрст“ SMS Grosser Kurfürst | Vulcan, Хамбург                               | октомври 1911 | 5 май 1913       | 30 юли 1914     | потопени в Скапа Флоу на 21 юни 1919 |
| „Маркграф“ SMS Markgraf                | Weser, Бремен                                 | ноември 1911  | 4 юни 1913       | 1 октомври 1914 | потопени в Скапа Флоу на 21 юни 1919 |
| „Кронпринц“ SMS Kronprinz              | Germaniawerft, Кил                            | май 1912      | 21 февруари 1914 | 8 ноември 1914  | потопени в Скапа Флоу на 21 юни 1919 |

В хода на експлоатацията те се оказват малко по-бързоходни спрямо дредноутите от типа „Кайзер“, а „Гросер Курфюрст“, възможно, може да се счита сред тях за най-бързоходният, поради това, че в Ютландското сражение той изпреварва „Кьониг“, развивайки скорост на хода от 24 възела.

## Оценка на проекта
|                                              | „Ню Йорк“ · САЩ             | „Кайзер“ · Германия                | „Айрън Дюк“ · Великобритания           | „Дерфлингер“ · Германия            | „Кьониг“ · Германия                |
| -------------------------------------------- | --------------------------- | ---------------------------------- | -------------------------------------- | ---------------------------------- | ---------------------------------- |
| Заложен                                      | 1911                        | 1909                               | 1912                                   | 1912                               | 1911                               |
| Влизане в строй                              | 1914                        | 1912                               | 1914                                   | 1914                               | 1914                               |
| Водоизместимост, нормална, т                 | 27 432                      | 24 724                             | 25 400                                 | 26 600                             | 25 390                             |
| Пълна, т                                     | 28 820                      | 27 000                             | 30 032                                 | 31 200                             | 29 200                             |
| Тип СУ                                       | ПМ                          | ПТ                                 | ПТ                                     | ПТ                                 | ПТ                                 |
| Проектна мощност, к.с.                       | 28 100                      | 28 000                             | 29 000                                 | 63 000                             | 31 000                             |
| Проектна максимална скорост, въз.            | 21                          | 21                                 | 21,25                                  | 26,5                               | 21                                 |
| Максимална, въз.                             | 21,13                       | 21,7 – 23,1                        | 21,5 – 22,0                            | 25,5 – 26,5                        | 21,2 – 21,3                        |
| Далечина на плаване, мили (на скорост, въз.) | 7684 (12)                   | 3800 (18) 7900 (12)                | 4500 (20) 8100 (12)                    | 5600 (14)                          | 6800 (12)                          |
| Брониране, мм                                |                             |                                    |                                        |                                    |                                    |
| Пояс                                         | 305                         | 350                                | 305                                    | 300                                | 350                                |
| Палуба                                       | 35 – 63                     | 60 – 100                           | 45 – 89                                | 50 – 80                            | 60 – 100                           |
| Кули                                         | 356                         | 300                                | 279                                    | 270                                | 300                                |
| Барбети                                      | 254                         | 300                                | 254                                    | 260                                | 300                                |
| Рубка                                        | 305                         | 350                                | 279                                    | 300                                | 350                                |
| Схема на разположението на въоръжението      |                             |                                    |                                        |                                    |                                    |
| Въоръжение                                   | 5×2 356/45 21×1×127/51 4 ТА | 5×2×305/50 14×1×150/45 8×1×88 5 ТА | 5×2×343/45 12×152-мм/45 4×1 47-мм 4 ТА | 4×2×305/50 12×1×150/45 4×1×88 4 ТА | 5×2×305/50 14×1×150/45 4×1×88 5 ТА |

## Коментари към таблицата
1. ↑  За британските и американските кораби в източниците водоизместимостта е дадена в дълги тона, за това тя е преизчислена в метрични тонове